# Dalmazia Veneta
La Dalmazia Veneta (in latino Dalmatia Veneta) fu una zona estesa della Dalmazia sotto il dominio della Repubblica di Venezia, principalmente dal XVI al XVIII secolo. Già a partire dall'anno 1000 i primi possedimenti furono acquisiti nella forma di protettorato, ma la Dalmazia Veneziana fu completamente consolidata tra il 1409 e il 1420 e durò fino al 1797 con la caduta della Repubblica. La Dalmazia era chiamata anche Eslavonia Veneta o Esclavonia a partire dal XV secolo.

## Geografia
La Repubblica di Venezia possedeva territori nei Balcani e nel Mediterraneo orientale, come l'Albania Veneta (oggi Montenegro) nel mare Adriatico e le isole ioniche veneziane nella Grecia occidentale. I territori della Dalmazia Veneta si estendevano dalla penisola istriana (esclusa) fino all'attuale Montenegro costiero (escluso). Il territorio includeva tutte le isole della Dalmazia e i territori della terraferma, dalle montagne centrali delle Alpi Bebie fino ai confini settentrionali della Repubblica di Ragusa.
In seguito al trattato di Passarowitz del 1718, Venezia ampliò ulteriormente i propri possedimenti in Dalmazia inglobando le città di Signo, Imoschi e Vergoraz nell'entroterra dalmata.
La Dalmazia Veneta confinava a nord con il reggimento veneziano dell'Istria e a sud con il reggimento veneziano dell'Albania Veneta.

## Storia

### Medioevo
Con l'elezione dal doge Pietro II Orseolo, che governò Venezia dal 991 le mire veneziane verso il controllo della terraferma Veneta scemarono a favore di un maggiore interesse verso il controllo del mare Adriatico.
I contrasti con l'Impero bizantino furono risolti con il rilascio della Crisobolla del 992 da parte dell'imperatore Basilio II. In cambio i Veneziani si impegnarono a trasportare le truppe bizantine nell'Italia meridionale. L'editto imperiale garantiva ai commercianti veneziani una forte riduzione delle tasse a cui erano soggetti gli altri mercanti e gli stessi bizantini. Nel 1000 una spedizione di navi veneziane nell'Istria costiera e in Dalmazia si scagliò contro i pirati Narentani che vennero eliminati definitivamente assicurando la sovranità veneziana marittima. In quell'occasione il doge Orseolo si attribuì il titolo di "duca di Dalmazia", dando inizio all'espansione coloniale di Venezia.
Il doge Orseolo istituì anche la cerimonia dello "Sposalizio del Mare" ancora oggi celebrata. Venezia aveva di già un forte controllo sul mare Adriatico ulteriormente rinforzato dalla spedizione del figlio di Pietro, Ottone Orseolo nel 1017.
La creazione dello Stato da Mar iniziò con la conquista della Dalmazia e raggiunse la sua massima estensione territoriale con la conclusione della Quarta Crociata del 1204 in cui Venezia con il trattato della Partitio terrarum imperii Romaniae acquisiva tre ottavi dell'Impero bizantino.
Nel 1409, durante la guerra civile ungherese tra re Sigismondo di Lussemburgo e il ramo napoletano degli Angiò, Ladislao di Napoli vendette i suoi diritti sulla Dalmazia alla Repubblica veneziana per la somma di 100.000 ducati. Successivamente Sigismondo cercò di recuperare il territorio, ma le sue truppe furono sconfitte nella battaglia di Motta di Livenza nel 1412.
La Serenissima acquisì il controllo dell'intera area nel 1420 (ad eccezione della Repubblica di Ragusa) che rimase sotto il dominio veneziano per un periodo di 377 anni (1420–1797).

### Guerre ottomane-veneziane
Nel periodo tra l'inizio della seconda guerra ottomana-veneziana (1499–1503) e la fine della terza guerra ottomana-veneziana (1537–40), l'Impero ottomano avanzò pericolosamente nell'entroterra dalmata occupando i possedimenti croati del Regno di Ungheria tra Scardona e Carino. Con tali avanzamenti veniva eliminata una zona cuscinetto tra l'Impero ottomano e la Repubblica di Venezia, che divennero direttamente confinanti.

#### Guerra di Creta - Quinta guerra turco-veneziana

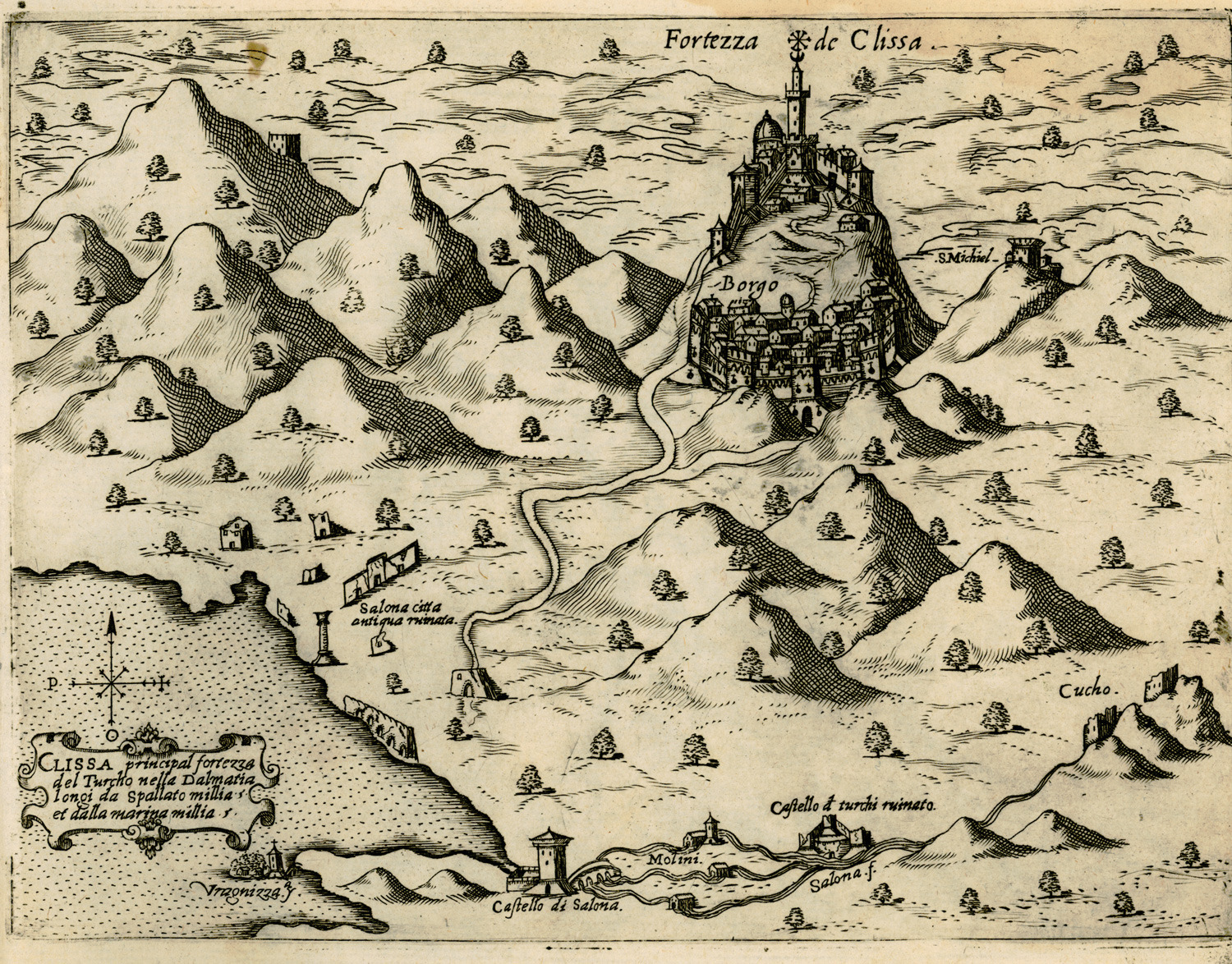
Durante la quinta guerra turco-veneziana, i veneziani in Dalmazia, riuscirono a conquistare la fortezza di Clissa.

Durante la quinta guerra turco-veneziana il fronte dalmata era un teatro di operazioni separato particolarmente coinvolto nella prima fase della guerra. Le condizioni di guerra erano quasi inverse a quelle di Creta: per gli ottomani. Mentre Creta era troppo distante per i Turchi, i Veneziani operavano sfruttando le proprie basi di approvvigionamento avvalendosi del controllo indiscusso del mare.
In Dalmazia invece si potevano scontrare direttamente con eserciti di terra.
Gli ottomani lanciarono un attacco su larga scala nel 1646 e ottennero alcuni significativi guadagni, tra cui la cattura delle isole di Veglia, Pago e Cherso, ed anche la fortezza presumibilmente inespugnabile di Cittanova, che si arrese il 4 luglio, dopo due giorni di bombardamenti intensi.
I turchi erano ora in grado di minacciare le due principali roccaforti veneziane in Dalmazia, Zara e Spalato.
L'anno successivo, tuttavia, la situazione cambiò, il comandante veneziano Leonardo Foscolo conquistò diversi forti, riprese il castello di Cittanova, catturò temporaneamente la fortezza di Tenin e conquistò la fortezza di Clissa. Inoltre resistettero vittoriosamente all'assedio ottomano di un mese della fortezza di Sebenico. Successivamente le operazioni militari si fermarono in seguito ad un'epidemia di peste tra la popolazione veneziana di Zara. La situazione di stallo persistette, mentre il teatro della guerra si spostò nel mare Egeo.
La pace nel 1669 assegnò alla Repubblica di Venezia degli ulteriori territori in Dalmazia (mentre Creta andava perduta) da poter rafforzare il suo controllo dell'Adriatico. I confini dalmati venivano delimitati dalla linea Nani.
Invece andava ridimensionato il controllo del Mediterraneo orientale.

#### Guerra di Morea - Sesta guerra turco veneziana
In seguito all'assedio di Vienna nell'ottobre 1683 nella guerra tra l'Impero ottomano e l'Austria, la Repubblica di Venezia aderì alla Lega Santa e nel 1684 dichiarò guerra all'Impero ottomano.
Inizio così la sesta guerra turco-veneziana o guerra di Morea.
La Repubblica di Venezia assediò Signo nell'ottobre 1684 e di nuovo a marzo e aprile 1685, ma entrambe le volte senza successo. Nel tentativo del 1685, gli eserciti veneziani furono aiutati dall'esercito dell'alleata Repubblica di Poglizza, che si era ribellata agli ottomani che l'avevano sottomessa nel 1513.
Gli ottomani a loro volta attaccarono Duare e nel luglio 1686 Dolac e Srijane, ma furono respinti e subirono gravi perdite. Il 30 settembre 1686 il forte di Signo venne finalmente conquistato dall'esercito veneziano.
Il 1º settembre 1687 iniziò l'assedio di Castelnuovo, che terminò con una vittoria veneziana il 30 settembre, anche Tenin fu preso dopo un assedio che durò dodici giorni l'11 settembre 1688. La cattura della fortezza di Tenin segnò la fine della espansione veneziana nell'entroterra dalmata ed ancora oggi rappresenta il confine tra Croazia e Bosnia ed Erzegovina.
Successivamente gli ottomani avrebbero assediato nuovamente Sinj nella settima guerra turco-veneziana o seconda guerra di Morea, ma sarebbero stati respinti.

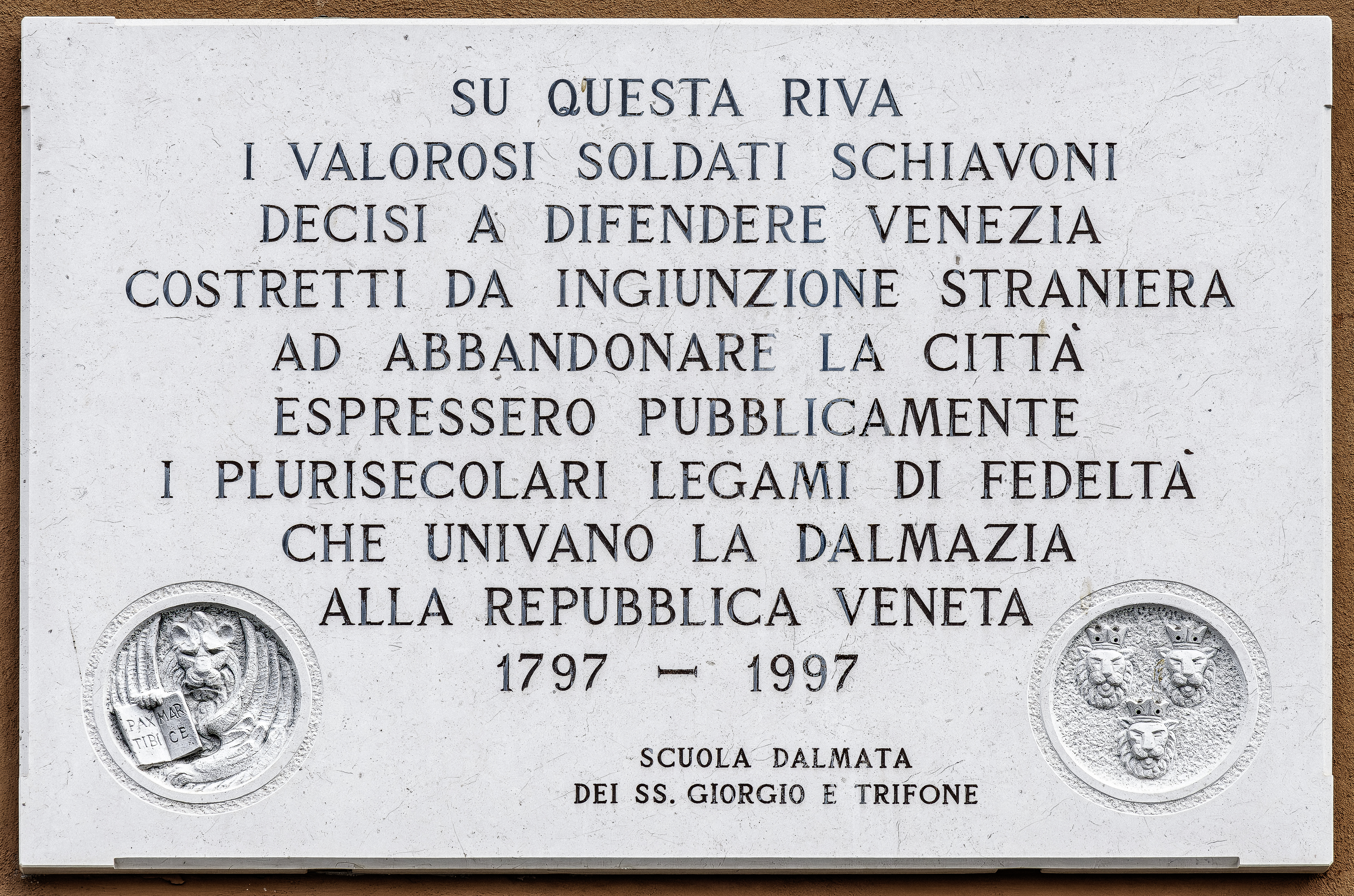
Targa in ricordo della fedeltà dalmata alla Repubblica di Venezia durante la caduta della Repubblica stessa

Il 26 novembre 1690, Venezia prese Vergoraz, che aprì la rotta verso Imoschi e Mostar. Anche nel 1694 vennero conquistate le zone a nord della Repubblica di Ragusa, vale a dire Čitluk, Gabela, Zažablje, Trebigne, Popovo, Klobuk e Metković. In seguito agli accordi della pace di Carlowitz la Serenissima cedette le aree di Popovo polje e Klek e Sutorina e fu stabilito il nuovo confine tra Veneziani e Turchi nella linea Grimani.

#### Seconda guerra di Morea - Settima guerra turco-veneziana
Durante la seconda guerra di Morea o settima guerra turco-veneziana il provveditore generale Alvise Mocenigo nel 1717 respinse l'assedio ottomano di Signo e conquistò Imoschi.
Con la pace di Passarowitz nel 1718 la Serenissima riacquistava Cerigo con l'annesso scoglio di Cerigotto, Butrinto, Prevesa, Vonizza in Albania e i castelli di Imoschi, Tischowatz, Sternizza, Cinista, Rolok. Venezia doveva invece cedere agli ottomani Zarine, Ottovo e Zubzi.
La nuova linea di confine era stabilita nella linea Mocenigo.

### Ultimi decenni
Nei loro dispacci e relazioni al Senato, Giacomo Gradenigo e Alvise Foscari - Provveditori Generali in Dalmazia e Albania tra il 1774 e il 1780 - forniscono un quadro dettagliato della vita in Dalmazia in quegli anni del Settecento: descrivono le abitudini di vita delle popolazioni, i problemi legati a carestie, improduttività delle terre e brigantaggio, nonché i provvedimenti presi o da prendere per migliorare, in generale, quelle terre. Simili informazioni vengono fornite anche da Alberto Fortis nel suo Viaggio in Dalmazia del 1774, opera che riscosse un notevole successo e venne tradotta in francese, inglese e tedesco.
Nel 1797, con la caduta della Repubblica di Venezia vi fu altresì la dissoluzione dello Stato da Mar. La Dalmazia veneziana fu inclusa nel Regno d'Italia napoleonico dal 1805 al 1809 (la Repubblica di Ragusa fu inclusa nel 1808) e successivamente nelle province illiriche dal 1809. Dopo la sconfitta finale di Napoleone, l'intero territorio fu dato all'Impero austriaco dal Congresso di Vienna nel 1815.

## Architettura e letteratura

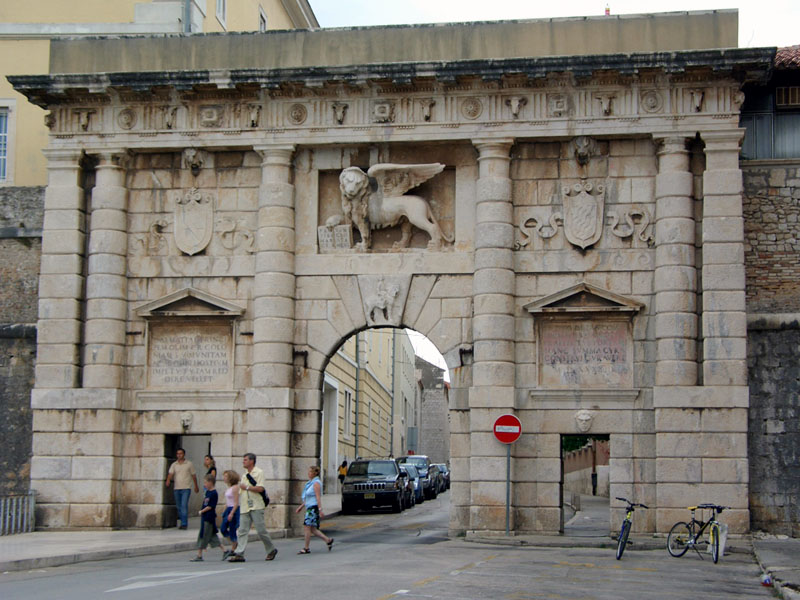
Porta di Terraferma della città vecchia di Zara

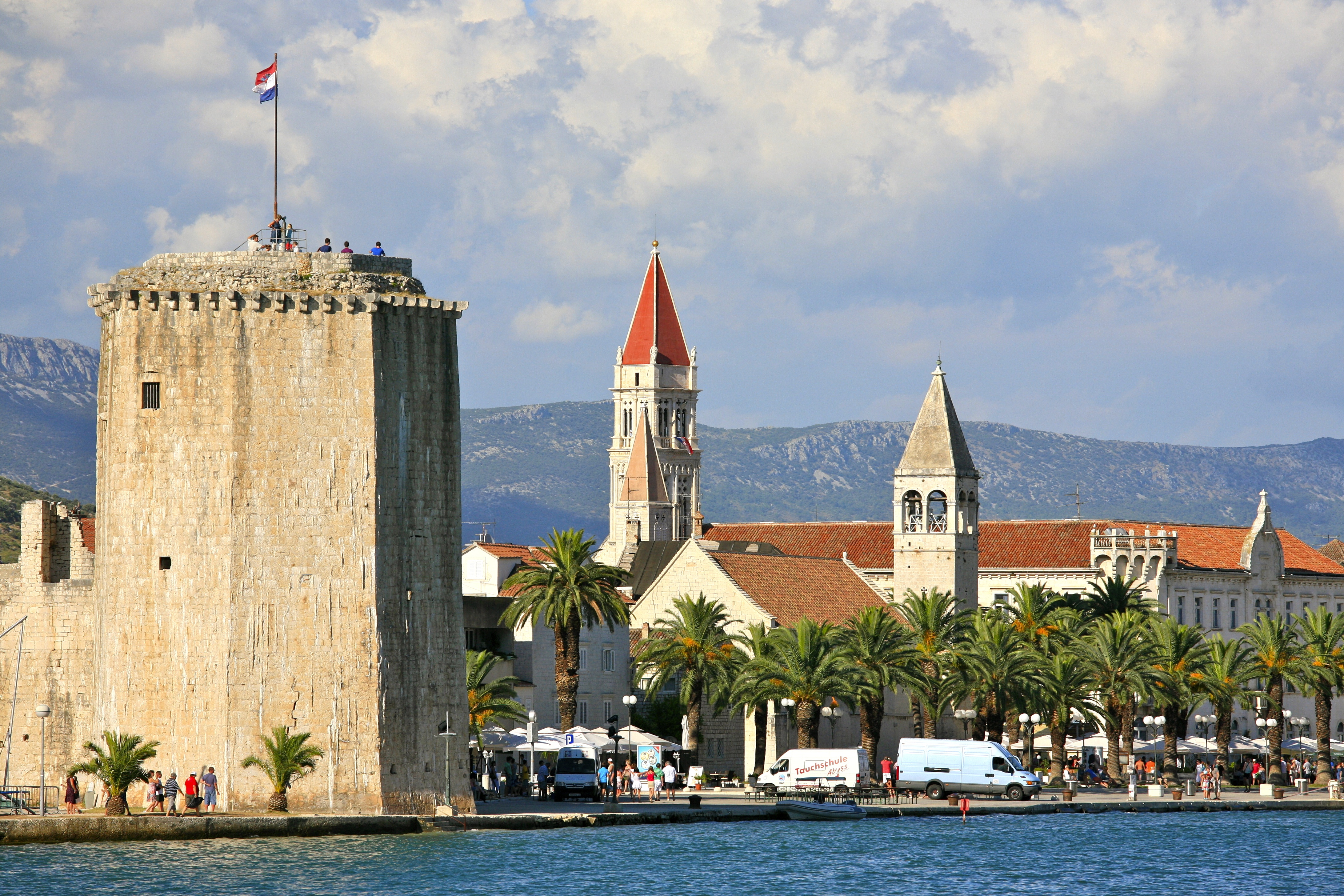
Castello del Camerlengo a Traù

L'eredità di Venezia in Dalmazia è enorme ed ancora oggi molto importante, principalmente nell'area culturale e artistica. Venezia era uno dei centri del Rinascimento italiano, quando la Repubblica di Venezia dominava la Dalmazia.
A partire dall'Architetto Giorgio Orsini fino alla letteratura croata contemporanea, la Dalmazia era l'area dei Balcani più orientata all'occidente, soprattutto nelle città.
Le opere architettoniche di quel periodo sono palpabili esempi dello sviluppo del Rinascimento nell'area, come ad esempio la Cattedrale di San Giacomo a Sebenico e la Cappella del Beato Giovanni a Traù all'interno della Cattedrale di San Lorenzo.
Il Rinascimento dalmata, e per estensione poi croato e dei Balcani occidentali, fu fortemente influenzato dalla letteratura veneziana e italiana, sviluppandosi soprattutto nei maggiori centri urbani costieri della Dalmazia: Veglia, Ossero, Arbe, Pago, Zara, Sebenico, Traù, Spalato, Lesina, Curzola, Ragusa, Cattaro, etc.  Tra gli altri, si distinse nel XVI secolo l'umanista dalmata spalatino Marco Marulo, laureatosi a Padova, il cui più noto poema epico Judita, incorporava motivi ed eventi peculiari della Bibbia classica adattandoli alla letteratura contemporanea in Europa. Marco Marulo scrisse anche al Papa una lettera per chiedere aiuti alla minaccia ottomana
Dal 1997 la storica città-isola di Traù (chiamata Tragurium in latino quando era una delle città- stato della Dalmazia e Traù in veneziano) è considerata patrimonio mondiale dell'UNESCO . "Il piano stradale ortogonale di quest'isola ... è stato abbellito da sovrani successivi con molti edifici e fortificazioni pubbliche e domestiche. Le sue bellissime chiese romaniche sono completate dagli eccezionali edifici rinascimentali e barocchi del periodo veneziano", afferma il rapporto dell'UNESCO.
Traù è il complesso romanico- gotico meglio conservato dell'Europa centrale.
Nel centro medioevale di Traù è rimasto intatto il Castello del Camerlengo costruito dai veneziani nel XV secolo.
Al principio del diciannovesimo secolo l'influenza culturale di Venezia e le novità introdotto dalla rivoluzione francese e dal dominio napoleonico, permisero la creazione a Zara del primo quotidiano dalmata in italiano e croato: Il Regio Dalmata - Kraglski Dalmatin, fondato e pubblicato dall'italiano Bartolomeo Benincasa nel 1806 (prima di allora le pubblicazioni erano state in solo italiano).
Il Provveditore Generale in Dalmazia e Albania era il nome ufficiale dei funzionari statali veneziani che governavano la Dalmazia. I provveditori della Dalmazia avevano sede a Zara, mentre erano sotto la diretta supervisione del Provveditore Generale da Mar, che aveva sede a Corfù ed era direttamente controllato dalla Serenissima Signoria. 

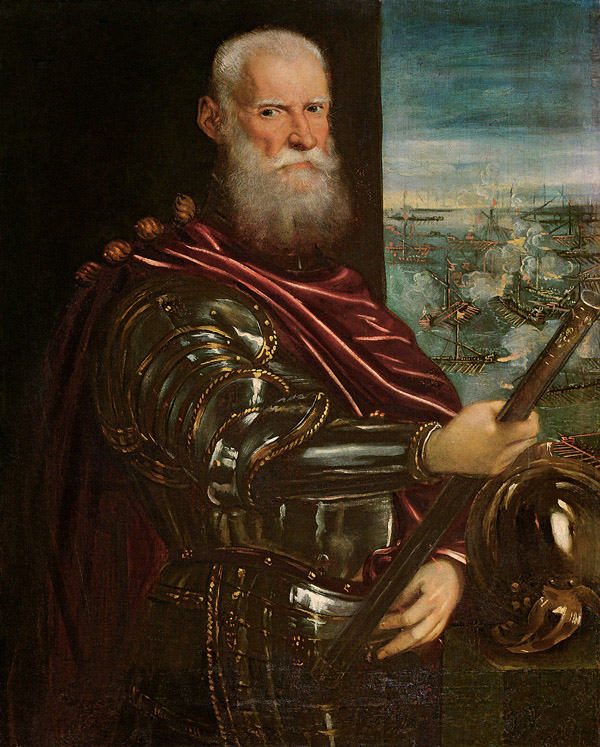
Sebastiano Venier - "capitano generale da Mar" (ammiraglio principale) e "procuratore-provveditore generale dello Stato da Mar" (compresa la Dalmazia veneziana) - nella battaglia di Lepanto

Principali e famosi provveditori generali veneziani (governatori generali) della Dalmazia:
| Governatore                    | Periodo                      | Appunti                                                                         |
| ------------------------------ | ---------------------------- | ------------------------------------------------------------------------------- |
| Cristoforo Valier              | 1595 - 1597                  | "sindico" con Francesco Erizzo                                                  |
| Filippo Pasqualigo             | 1599 - 1603                  |                                                                                 |
| Giustin Antonio Belegno        | 1617 - 1622                  |                                                                                 |
| Leonardo Foscolo               | 1645 - 1650                  |                                                                                 |
| Pietro Valier                  | Ottobre 1684 - maggio 1686   |                                                                                 |
| Alvise Mocenigo III (1ª volta) | 1696 - 1702                  | Fu governatore della Dalmazia e successivamente Doge di Venezia                 |
| Alvise Mocenigo III (2ª volta) | 1717 - aprile 1720           | La "Linea Mocenigo" - nuovo confine in Dalmazia dal 1718 - prese il nome da lui |
| Giacomo Gradenigo              | 1774 - 1777                  |                                                                                 |
| Alvise Foscari                 | 1777 - 1780                  |                                                                                 |
| Andrea Maria Querini           | Settembre 1795 - giugno 1797 | Ultimo "Provveditore generale" della Dalmazia                                   |